# Vassiliki Thanou-Christophilou
Vassiliki Thanou-Christophilou (Chalcis, 3 de novembro de 1950), em grego:  Βασιλική Θάνου-Χριστοφίλου, também conhecida como Vassiliki Thanou, é uma juíza grega que serviu como Primeira-Ministra interina da Grécia de 27 de agosto a 21 de setembro de 2015, na véspera da eleição legislativa de setembro de 2015. Ela foi a primeira mulher a ocupar esse cargo na Grécia. 
Thanou-Christophilou estudou direito na Universidade Nacional e Kapodistriana de Atenas, e concluiu seus estudos de pós-graduação em direito europeu na Universidade Panthéon-Assas.